# Eisschnelllauf-Einzelstreckenweltmeisterschaften 2016
Die 17. Eisschnelllauf-Einzelstreckenweltmeisterschaften wurden vom 11. bis zum 14. Februar 2016 im russischen Kolomna ausgetragen. Hierbei holte Sven Kramer seine Weltmeistertitel Nummer 23 und 24 und baute damit seine Vormachtstellung aus.

## Bilanz

### Medaillenspiegel
| Platz  | Land                | Gold | Silber | Bronze | Gesamt |
| ------ | ------------------- | ---- | ------ | ------ | ------ |
| 1      | Niederlande         | 6    | 5      | 5      | 16     |
| 2      | Russland            | 3    | 2      | 1      | 6      |
| 3      | Südkorea            | 2    | 1      | -      | 3      |
| 4      | Tschechien          | 2    | –      | -      | 2      |
| 5      | Kanada              | 1    | 1      | 2      | 4      |
| 6      | Vereinigte Staaten  | -    | 3      | 2      | 5      |
| 7      | Japan               | -    | 1      | 1      | 2      |
| 7      | Norwegen            | -    | 1      | 1      | 2      |
| 9      | Frankreich          | -    | -      | 1      | 1      |
| 9      | Volksrepublik China | -    | -      | 1      | 1      |
| Gesamt | Gesamt              | 14   | 14     | 14     | 42     |

### Medaillengewinner
Zeigt die drei Medaillengewinner der einzelnen Distanzen.

#### Frauen
| Distanz        | Gold                                                     | Silber                                       | Bronze                                                 |
| -------------- | -------------------------------------------------------- | -------------------------------------------- | ------------------------------------------------------ |
| 2 × 500 Meter  | Lee Sang-Hwa                                             | Brittany Bowe                                | Zhang Hong                                             |
| 1000 Meter     | Jorien ter Mors                                          | Heather Richardson                           | Brittany Bowe                                          |
| 1500 Meter     | Jorien ter Mors                                          | Heather Richardson                           | Brittany Bowe                                          |
| 3000 Meter     | Martina Sáblíková                                        | Ireen Wüst                                   | Antoinette de Jong                                     |
| 5000 Meter     | Martina Sáblíková                                        | Carien Kleibeuker                            | Irene Schouten                                         |
| Massenstart    | Ivanie Blondin                                           | Kim Bo-Reum                                  | Miho Takagi                                            |
| Teamverfolgung | NiederlandeIreen Wüst Marrit Leenstra Antoinette de Jong | JapanNana Takagi Miho Takagi Misaki Oshigiri | RusslandOlga Graf Natalja Woronina Jelisaweta Kaselina |

#### Männer
| Distanz        | Gold                                                       | Silber                                                          | Bronze                                                 |
| -------------- | ---------------------------------------------------------- | --------------------------------------------------------------- | ------------------------------------------------------ |
| 2 × 500 Meter  | Pawel Kulischnikow                                         | Ruslan Muraschow                                                | Alex Boisvert-Lacroix                                  |
| 1000 Meter     | Pawel Kulischnikow                                         | Denis Juskow                                                    | Kjeld Nuis                                             |
| 1500 Meter     | Denis Juskow                                               | Kjeld Nuis                                                      | Thomas Krol                                            |
| 5000 Meter     | Sven Kramer                                                | Jorrit Bergsma                                                  | Sverre Lunde Pedersen                                  |
| 10.000 Meter   | Sven Kramer                                                | Ted-Jan Bloemen                                                 | Erik Jan Kooiman                                       |
| Massenstart    | Lee Seung-hoon                                             | Arjan Stroetinga                                                | Alexis Contin                                          |
| Teamverfolgung | NiederlandeDouwe de Vries Arjan Stroetinga Jan Blokhuijsen | NorwegenSverre Lunde Pedersen Simen Spieler Nilsen Håvard Bøkko | KanadaTed-Jan Bloemen Jordan Belchos Benjamin Donnelly |

## Ergebnisse

### Frauen

#### 2 × 500 Meter
Die Zeiten beider 500 m Läufe wurden in Punkte umgerechnet, addiert und ergaben die Gesamtpunktezahl.
| Platz | Name               | Land                | 1. Lauf 500 Meter | 2. Lauf 500 Meter |
| ----- | ------------------ | ------------------- | ----------------- | ----------------- |
| 1     | Lee Sang-Hwa       | Südkorea            | 37,42 s           | 37,43 s           |
| 2     | Brittany Bowe      | Vereinigte Staaten  | 37,92 s           | 37,74 s           |
| 3     | Zhang Hong         | Volksrepublik China | 37,78 s           | 37,90 s           |
| 4     | Jorien ter Mors    | Niederlande         | 37,82 s           | 37,96 s           |
| 5     | Heather Richardson | Vereinigte Staaten  | 37,81 s           | 37,96 s           |
| 6     | Nao Kodaira        | Japan               | 37,90 s           | 38,08 s           |
| 7     | Olga Fatkulina     | Russland            | 38,00 s           | 37,99 s           |
| 8     | Yu Jing            | Volksrepublik China | 38,00 s           | 38,04 s           |

#### 1000 Meter
| Platz | Name               | Land                | Zeit        |
| ----- | ------------------ | ------------------- | ----------- |
| 1     | Jorien ter Mors    | Niederlande         | 1:14,73 min |
| 2     | Heather Richardson | Vereinigte Staaten  | 1:14,94 min |
| 3     | Brittany Bowe      | Vereinigte Staaten  | 1:15,01 min |
| 4     | Vanessa Bittner    | Österreich          | 1:15,51 min |
| 5     | Zhang Hong         | Volksrepublik China | 1:15,70 min |
| 6     | Ireen Wüst         | Niederlande         | 1:15,71 min |
| 7     | Marrit Leenstra    | Niederlande         | 1:15,74 min |
| 8     | Miho Takagi        | Japan               | 1:15,85 min |

#### 1500 Meter
| Platz | Name               | Land               | Zeit        |
| ----- | ------------------ | ------------------ | ----------- |
| 1     | Jorien ter Mors    | Niederlande        | 1:53,92 min |
| 2     | Heather Richardson | Vereinigte Staaten | 1:54,67 min |
| 3     | Brittany Bowe      | Vereinigte Staaten | 1:55,09 min |
| 4     | Ireen Wüst         | Niederlande        | 1:55,93 min |
| 5     | Martina Sáblíková  | Tschechien         | 1:56,06 min |
| 6     | Marrit Leenstra    | Niederlande        | 1:56,25 min |
| 7     | Olga Graf          | Russland           | 1:56,52 min |
| 8     | Miho Takagi        | Japan              | 1:56,83 min |

#### 3000 Meter
| Platz | Name               | Land        | Zeit        |
| ----- | ------------------ | ----------- | ----------- |
| 1     | Martina Sáblíková  | Tschechien  | 4:03,05 min |
| 2     | Ireen Wüst         | Niederlande | 4:03,13 min |
| 3     | Antoinette de Jong | Niederlande | 4:04,25 min |
| 4     | Claudia Pechstein  | Deutschland | 4:05,09 min |
| 5     | Marije Joling      | Niederlande | 4:06,62 min |
| 6     | Miho Takagi        | Japan       | 4:07,26 min |
| 7     | Kim Bo-Reum        | Südkorea    | 4:08,14 min |
| 8     | Olga Graf          | Russland    | 4:09,10 min |

#### 5000 Meter
| Platz | Name               | Land        | Zeit        |
| ----- | ------------------ | ----------- | ----------- |
| 1     | Martina Sáblíková  | Tschechien  | 6:51,09 min |
| 2     | Carien Kleibeuker  | Niederlande | 6:54,96 min |
| 3     | Irene Schouten     | Niederlande | 6:55,93 min |
| 4     | Claudia Pechstein  | Deutschland | 6:58,99 min |
| 5     | Isabelle Weidemann | Kanada      | 7:08,35 min |
| 6     | Anna Jurakowa      | Russland    | 7:08,84 min |
| 7     | Bente Kraus        | Deutschland | 7:09,47 min |
| 8     | Natalja Woronina   | Russland    | 7:11,95 min |

#### Massenstart
| Platz | Name                   | Land                |
| ----- | ---------------------- | ------------------- |
| 1     | Ivanie Blondin         | Kanada              |
| 2     | Kim Bo-Reum            | Südkorea            |
| 3     | Miho Takagi            | Japan               |
| 4     | Francesca Lollobrigida | Italien             |
| 5     | Jelena Peeters         | Belgien             |
| 6     | Liu Jing               | Volksrepublik China |
| 7     | Janneke Ensing         | Niederlande         |
| 8     | Vanessa Bittner        | Österreich          |

#### Teamwettbewerb
| Platz | Name                                                       | Land                | Zeit        |
| ----- | ---------------------------------------------------------- | ------------------- | ----------- |
| 1     | Ireen Wüst Marrit Leenstra Antoinette de Jong              | Niederlande         | 2:58,12 min |
| 2     | Nana Takagi Miho Takagi Misaki Oshigiri                    | Japan               | 2:58,31 min |
| 3     | Olga Graf Natalja Woronina Jelisaweta Kaselina             | Russland            | 3:02,61 min |
| 4     | Claudia Pechstein Roxanne Dufter Gabriele Hirschbichler    | Deutschland         | 3:02,94 min |
| 5     | Natalia Czerwonka Katarzyna Woźniak Luiza Złotkowska       | Polen               | 3:03,77 min |
| 6     | Brianne Tutt Ivanie Blondin Josie Spence                   | Kanada              | 3:04,94 min |
| 7     | Natálie Kerschbaummayr Martina Sáblíková Nikola Zdráhalová | Tschechien          | 3:05,44 min |
| 8     | Liu Jing Hao Jiachen Zhao Xin                              | Volksrepublik China | 3:05,69 min |

### Männer

#### 2 × 500 Meter
| Platz | Name                  | Land     | 1. Lauf 500 Meter | 2. Lauf 500 Meter |
| ----- | --------------------- | -------- | ----------------- | ----------------- |
| 1     | Pawel Kulischnikow    | Russland | 34,60 s           | 34,42 s           |
| 2     | Ruslan Muraschow      | Russland | 34,60 s           | 35,08 s           |
| 3     | Alex Boisvert-Lacroix | Kanada   | 35,08 s           | 34,70 s           |
| 4     | Mika Poutala          | Finnland | 34,89 s           | 34,90 s           |
| 5     | Alexei Jessin         | Russland | 34,91 s           | 34,89 s           |
| 6     | Kim Tae-yoon          | Südkorea | 34,92 s           | 34,92 s           |
| 7     | Artur Waś             | Polen    | 35,08 s           | 34,86 s           |
| 8     | William Dutton        | Kanada   | 35,02 s           | 34,94 s           |

#### 1000 Meter
| Platz | Name               | Land               | Zeit        |
| ----- | ------------------ | ------------------ | ----------- |
| 1     | Pawel Kulischnikow | Russland           | 1:08,33 min |
| 2     | Denis Juskow       | Russland           | 1:08,43 min |
| 3     | Kjeld Nuis         | Niederlande        | 1:08,47 min |
| 4     | Alexei Jessin      | Russland           | 1:08,81 min |
| 5     | Shani Davis        | Vereinigte Staaten | 1:09,01 min |
| 6     | Alexandre St. Jean | Kanada             | 1:09,12 min |
| 7     | Kai Verbij         | Niederlande        | 1:09,13 min |
| 8     | Vincent De Haître  | Kanada             | 1:09,28 min |

#### 1500 Meter
| Platz | Name              | Land               | Zeit        |
| ----- | ----------------- | ------------------ | ----------- |
| 1     | Denis Juskow      | Russland           | 1:44,13 min |
| 2     | Kjeld Nuis        | Niederlande        | 1:45,66 min |
| 3     | Thomas Krol       | Niederlande        | 1:45,75 min |
| 4     | Bart Swings       | Belgien            | 1:46,21 min |
| 5     | Shani Davis       | Vereinigte Staaten | 1:46,49 min |
| 6     | Vincent De Haître | Kanada             | 1:46,82 min |
| 7     | Sindre Henriksen  | Norwegen           | 1:47,22 min |
| 8     | Haralds Silovs    | Lettland           | 1:47,57 min |

#### 5000 Meter
| Platz | Name                  | Land        | Zeit        |
| ----- | --------------------- | ----------- | ----------- |
| 1     | Sven Kramer           | Niederlande | 6:10,31 min |
| 2     | Jorrit Bergsma        | Niederlande | 6:10,66 min |
| 3     | Sverre Lunde Pedersen | Norwegen    | 6:15,08 min |
| 4     | Patrick Beckert       | Deutschland | 6:18,45 min |
| 5     | Ted-Jan Bloemen       | Kanada      | 6:18,81 min |
| 6     | Peter Michael         | Neuseeland  | 6:19,11 min |
| 7     | Bart Swings           | Belgien     | 6:19,13 min |
| 8     | Alexis Contin         | Frankreich  | 6:20,92 min |

#### 10.000 Meter
| Platz | Name                    | Land        | Zeit         |
| ----- | ----------------------- | ----------- | ------------ |
| 1     | Sven Kramer             | Niederlande | 12:56,77 min |
| 2     | Ted-Jan Bloemen         | Kanada      | 12:59,69 min |
| 3     | Erik Jan Kooiman        | Niederlande | 13:02,15 min |
| 4     | Patrick Beckert         | Deutschland | 13:09,42 min |
| 5     | Jordan Belchos          | Kanada      | 13:10,99 min |
| 6     | Moritz Geisreiter       | Deutschland | 13:12,48 min |
| 7     | Thomas Henrik Søfteland | Norwegen    | 13:16,94 min |
| 8     | Jewgeni Serjajew        | Russland    | 13:19,04 min |

#### Massenstart
| Platz | Name             | Land        |
| ----- | ---------------- | ----------- |
| 1     | Lee Seung-hoon   | Südkorea    |
| 2     | Arjan Stroetinga | Niederlande |
| 3     | Alexis Contin    | Frankreich  |
| 4     | Fabio Francolini | Italien     |
| 5     | Shota Nakamura   | Japan       |
| 6     | Reyon Kay        | Neuseeland  |
| 7     | Peter Michael    | Neuseeland  |
| 8     | Shane Williamson | Japan       |

#### Teamwettbewerb
| Platz | Name                                                    | Land        | Zeit        |
| ----- | ------------------------------------------------------- | ----------- | ----------- |
| 1     | Arjan Stroetinga Douwe de Vries Jan Blokhuijsen         | Niederlande | 3:40,04 min |
| 2     | Håvard Bøkko Simen Spieler Nilsen Sverre Lunde Pedersen | Norwegen    | 3:41,26 min |
| 3     | Ted-Jan Bloemen Jordan Belchos Benjamin Donnelly        | Kanada      | 3:43,28 min |
| 4     | Andrea Giovannini Nicola Tumolero Michele Malfatti      | Italien     | 3:43,29 min |
| 5     | Lee Seung-hoon Kim Cheol-min Joo Hyong-Joon             | Südkorea    | 3:43,77 min |
| 6     | Danil Sinitsyn Sergei Grjaszow Alexander Rumjanzew      | Russland    | 3:44,81 min |
| 7     | Shane Williamson Shota Nakamura Ryōsuke Tsuchiya        | Japan       | 3:45,07 min |
| 8     | Zbigniew Bródka Jan Szymański Konrad Niedźwiedzki       | Polen       | 3:47,80 min |